# Метрика довіри

Принципова схема мережі довіри

У психології та соціології метрика довіри є мірою або показником ступеня, до якого один соціальний суб'єкт (індивід або група) довіряє іншому соціальному суб'єкту. Метрики довіри можуть бути абстраговані у спосіб, який можна реалізувати на комп'ютерах, що робить їх цікавими для вивчення та створення віртуальних спільнот, таких як Friendster і LiveJournal.
Довіру складно виміряти, оскільки її значення є надто суб'єктивним для універсально надійних показників, а також через той факт, що це розумовий процес, недоступний для інструментів. Існує вагомий аргумент проти використання спрощених показників для вимірювання довіри через складність процесу та «вкоріненість» довіри, що унеможливлює ізоляцію довіри від пов'язаних факторів.
Не існує загальноприйнятого набору властивостей, які роблять певну метрику довіри кращою за інші, оскільки кожна метрика призначена для різних цілей, наприклад надає певну схему класифікації для метрик довіри. Можна виділити дві групи показників довіри:
- Емпіричні метрики, зосереджені на підтримці надійного та стандартизованого визначення величини довіри;
- Формальні метрики, які зосереджені на формалізації, що спрощує маніпуляції, обробку та міркування про довіру. Формальні метрики можуть бути додатково класифіковані залежно від їхніх властивостей.

Метрики довіри дозволяють моделювати довіру та міркувати про довіру. Вони тісно пов'язані з системами репутації. Прості форми двійкової метрики довіри можна знайти, наприклад, у PGP. Перші комерційні форми вимірювання довіри в комп'ютерному програмному забезпеченні були в таких програмах, як eBay Feedback Rating. Slashdot ввів своє поняття карми, отриманої за діяльність, яка сприймається як підвищення ефективності групи, підхід, який був дуже впливовим у пізніших віртуальних спільнотах.[джерело?]

## Емпіричні метрики
Емпіричні метрики фіксують величину довіри в результаті дослідження поведінки або в результаті самоаналізу людей, щоб визначити уявний або виражений рівень довіри. Ці методи поєднують теоретичне підґрунтя (визначення того, що вони вимірюють) із визначеним набором питань і статистичною обробкою результатів.
Готовність до співпраці, як і фактична співпраця, зазвичай використовуються як для демонстрації, так і для вимірювання довіри. Фактична величина (рівень довіри та/або надійності) оцінюється на основі різниці між спостережуваною та гіпотетичною поведінкою, тобто тією, яку можна було б очікувати за відсутності співпраці.

### Опитування
Опитування фіксують рівень довіри за допомогою як спостережень, так і самоаналізу, але без залучення до будь-яких експериментів. Респонденти зазвичай дають відповіді на набір запитань або тверджень, а відповіді, наприклад, структуровані відповідно до шкали Лайкерта. Диференціюючими факторами є теоретична база в основі опитування та контекстуальна релевантність.
Одним із найперших опитувань є шкали Маккроскі, які використовувалися для визначення авторитетності (компетентності) та характеру (надійності) ораторів. Шкала довіри Ремпела і шкала Роттера досить популярні для визначення рівня міжособистісної довіри в різних умовах. Organizational Trust Inventory (OTI) є прикладом вичерпного, заснованого на теорії дослідження, яке можна використовувати для визначення рівня довіри в організації.
Для конкретної дослідницької області можна розробити більш конкретне опитування. Наприклад, міждисциплінарна модель довіри була перевірена за допомогою опитування, тоді як використовує опитування для встановлення зв'язку між елементами дизайну веб-сайту та тим, наскільки надійним сприймається сайт.

### Ігри
Іншим емпіричним методом вимірювання довіри є залучення учасників до експериментів, розглядаючи результати таких експериментів як оцінки довіри. Було випробувано кілька ігор і сценаріїв, схожих на ігри, деякі з яких оцінюють довіру чи впевненість у грошовому вираженні (див. для цікавого огляду).
Ігри довіри розроблені таким чином, що їх рівновага за Нешем відрізняється від оптимуму Парето, тому жоден гравець не може поодинці максимізувати власну корисність, змінюючи свою егоїстичну стратегію без співпраці, тоді як партнери, які співпрацюють, можуть отримати вигоду. Таким чином, довіру можна оцінити на основі грошової вигоди від співпраці.
Оригінальна «гра довіри» була описана в як абстрактна інвестиційна гра між інвестором і його брокером. У гру можна грати один або кілька разів між випадково вибраними гравцями або в парах, які знають один одного, отримуючи різні результати.
Існує кілька варіантів гри, які зосереджуються на різних аспектах довіри як спостережуваної поведінки. Наприклад, правила гри можна змінити на те, що можна назвати грою недовіри, можна запровадити деклараційну фазу або правила можна представити різними способами, змінюючи сприйняття учасників.
Іншими цікавими іграми є, наприклад, ігри довіри з бінарним вибором, гра з обміном подарунками, кооперативні ігри довіри, та різні інші форми соціальних ігор. Зокрема, дилема ув'язнених широко використовується, щоб пов'язати довіру з економічною корисністю та продемонструвати раціональність взаємності. Для ігор з кількома гравцями існують різні близькі форми симуляції ринку.

## Формальні метрики
Формальні показники зосереджені на полегшенні моделювання довіри, особливо для великомасштабних моделей, які представляють довіру як абстрактну систему (наприклад , соціальна мережа або мережа довіри). Отже, вони можуть дати слабше розуміння психології довіри або деталей збору емпіричних даних. Формальні метрики, як правило, мають міцну основу в алгебрі, ймовірності або логіці.

### Представлення
Немає загальновизнаного способу приписувати значення рівню довіри, оскільки кожне представлення «значення довіри» претендує на певні переваги та недоліки. Існують системи, які приймають лише двійкові значення, які використовують фіксовану шкалу, де довірчий діапазон від -100 до +100 (за винятком нуля), від 0 до 1 або від [-1 до +1); де довіра дискретна або безперервна, одновимірна або має багато вимірів. Деякі метрики використовують упорядкований набір значень без спроби перетворити їх у певний числовий діапазон (наприклад Див. для детального огляду).
Існує також розбіжність щодо семантики деяких значень. Розбіжності щодо віднесення значень до рівнів довіри особливо помітні, коли йдеться про значення нуля та від'ємних значень. Наприклад, нуль може означати або відсутність довіри (але не недовіру), або брак інформації, або глибоку недовіру. Негативні значення, якщо допускаються, зазвичай вказують на недовіру, але існує сумнів, чи є недовіра просто довірою з негативним знаком, чи окремим явищем.

### Суб'єктивна ймовірність
Суб'єктивна ймовірність зосереджена на самооцінці довірителя щодо його довіри до довіреного. Таку оцінку можна сформулювати як передбачення щодо майбутньої поведінки довіреної особи та виразити в термінах ймовірності. Така ймовірність є суб'єктивною, оскільки вона властива даному довірителю, його оцінці ситуації, доступній йому інформації тощо. У тій самій ситуації інші довірителі можуть мати інший рівень суб'єктивної ймовірності.
Суб'єктивна ймовірність створює цінний зв'язок між формалізацією та емпіричним експериментуванням. Формально суб'єктивна ймовірність може отримати користь від доступних інструментів ймовірності та статистики. Емпірично суб'єктивну ймовірність можна виміряти за допомогою односторонніх ставок. Якщо припустити, що потенційний виграш є фіксованим, сума, яку людина ставить, може бути використана для оцінки його суб'єктивної ймовірності транзакції.

### Невизначені ймовірності (суб'єктивна логіка)
Логіка невизначених ймовірностей (суб'єктивна логіка) введена Джосангом. У ній невизначені ймовірності називаються суб'єктивними думками. Ця концепція поєднує розподіл ймовірностей із невизначеністю, тому кожну думку про довіру можна розглядати як розподіл розподілів імовірностей, де кожен розподіл кваліфікується пов'язаною невизначеністю. Основою представлення довіри є те, що думка (доказ або впевненість) щодо довіри може бути представлена у вигляді чотирьох кортежів (довіра, недовіра, невизначеність, базова ставка), де довіра, недовіра та невпевненість повинні складатися в одиницю, і, отже, є залежними через адитивність.
Суб'єктивна логіка є прикладом обчислювальної довіри, коли невизначеність є невід'ємною частиною процесу обчислення та є видимою на виході. Вона не є єдиною, наприклад, можна використовувати подібний квадруплет (довіра, недовіра, невизначеність, незнання) для вираження значення впевненості, якщо визначено відповідні операції. Незважаючи на складність представлення суб'єктивної думки, конкретне значення чотирьох кортежів, пов'язаних із довірою, може бути легко виведено з ряду бінарних думок про певного суб'єкта чи подію, таким чином забезпечуючи міцний зв'язок між цією формальною метрикою та емпірично спостережуваною поведінкою.
Крім того, є CertainTrust і CertainLogic. Обидва мають спільне уявлення, яке еквівалентно суб'єктивним думкам, але базується на трьох незалежних параметрах, які називаються «середня оцінка», «упевненість» і «початкове очікування». Отже, між трійкою CertainTrust і квадруплетом суб'єктивних думок існує однозначне відображення.

### Нечітка логіка
Нечіткі системи як метрики довіри можуть пов'язувати вирази природної мови зі змістовним числовим аналізом.
Застосування нечіткої логіки до довіри було вивчено в контексті однорангових мереж для покращення рейтингу однорангових користувачів. Також для грід-обчислень було продемонстровано, що нечітка логіка дозволяє надійно та ефективно вирішувати проблеми безпеки.

## Властивості метрик довіри
Набір властивостей, яким має задовольняти показник довіри, залежить від області застосування. Нижче наведено список типових властивостей.

### Транзитивність
Транзитивність є дуже бажаною властивістю метрики довіри. У ситуаціях, коли A довіряє B, а B довіряє C, транзитивність стосується того, якою мірою A довіряє C. Без транзитивності показники довіри навряд чи будуть використовуватися для міркування про довіру в більш складних відносинах.
Інтуїція, що лежить в основі транзитивності, слідує повсякденному досвіду «друзів друга» (FOAF), основи соціальних мереж. Однак спроба приписати транзитивності точну формальну семантику виявляє проблеми, пов'язані з поняттям обсягу довіри або контексту. Наприклад, визначає умови для обмеженої транзитивності довіри, розрізняючи пряму довіру та реферальну довіру. Подібним чином, показує, що проста транзитивність довіри не завжди виконується, ґрунтуючись на інформації про модель Advogato і, отже, пропонує нові метрики довіри.
Простий, цілісний підхід до транзитивності характерний для соціальних мереж (FOAF, Advogato). Він слідує повсякденній інтуїції та припускає, що довіра та надійність стосуються всієї особи, незалежно від конкретного обсягу довіри чи контексту. Якщо комусь можна довіряти як другу, то можна також довіряти рекомендувати або підтримувати іншого друга. Тому транзитивність семантично дійсна без будь-яких обмежень і є природним наслідком цього підходу.
Ретельніший підхід розрізняє різні сфери/контексти довіри та не допускає перехідності між контекстами, які семантично несумісні або невідповідні. Контекстний підхід може, наприклад, розрізняти довіру до певної компетенції, довіру до чесності, довіру до здатності сформулювати обґрунтовану думку або довіру до здатності надавати надійні поради щодо інших джерел інформації. Контекстний підхід часто використовується в складі послуг на основі довіри. Розуміння того, що довіра є контекстною (має сферу дії), є основою спільної фільтрації.

### Операції
Щоб формальна метрика довіри була корисною, вона повинна визначати набір операцій над значеннями довіри таким чином, щоб результат цих операцій створював значення довіри. Зазвичай розглядають принаймні два елементарних оператори:
- злиття, яке забезпечує квазі-додаткову функціональність, що дозволяє консолідувати значення довіри, що надходять з кількох джерел;
- дисконтування, яке забезпечує квазімультиплікативну функціональність, що дозволяє дисконтувати пораду/думку про довіру, надану джерелом, як функцію довіри до джерела, що є принципом транзитивного обчислення довіри.

Точна семантика обох операторів є специфічною для метрики. Навіть в межах однієї репрезентації все ще існує можливість різноманітних семантичних інтерпретацій. Наприклад, для подання як логіки для невизначених ймовірностей операції довірчого злиття можна інтерпретувати, застосовуючи різні правила (кумулятивне злиття, усереднення злиття, злиття обмежень (правило Демпстера), модифіковане правило Демпстера Ягера, правило уніфікованої комбінації Інагакі, центральну комбінацію Чжана, правило Дюбуа та Праде, диз'юнктивне правило консенсусу тощо). Кожна інтерпретація призводить до різних результатів, залежно від припущень для злиття довіри в конкретній ситуації, що моделюється. Див. для детального обговорення.

### Масштабованість
Зростаючий розмір мереж довіри робить масштабованість ще однією бажаною властивістю, що означає можливість обчислення метрики для великих мереж. Масштабованість зазвичай висуває дві вимоги до метрики:
- Елементарна операція (наприклад, злиття або дисконт) є обчислювально здійсненною, наприклад, зв'язки між контекстом довіри можуть бути швидко встановлені.
- Кількість елементарних операцій повільно зростає з ростом мережі.

### Стійкість до атак
Стійкість до атак є важливою нефункціональною властивістю показників довіри, яка відображає їх здатність не піддаватися надмірному впливу агентів, які намагаються маніпулювати показником довіри та які діють недобросовісно (тобто ті, хто прагне зловживати презумпцією довіри).
Ресурс для розробників безкоштовного програмного забезпечення Advogato базується на новому підході до стійких до атак показників довіри Рафа Левієна. Левієн зауважив, що алгоритм Google PageRank можна зрозуміти як стійкий до атак показник довіри, схожий на той, що стоїть за Advogato.